# NGC 463
NGC 463 је лентикуларна галаксија у сазвежђу Рибе која се налази на NGC листи објеката дубоког неба.
Деклинација објекта је + 16° 19' 31" а ректасцензија 1h 18m 58,2s. Привидна величина (магнитуда) објекта NGC 463 износи 14,2 а фотографска магнитуда 15,1. NGC 463 је још познат и под ознакама UGC 840, MCG 3-4-19, CGCG 459-25, PGC 4719.